# Ranunculus cymbalaria
Espèce
Classification phylogénétique
La Renoncule fausse-cymbalaire (Ranunculus cymbalaria) est une espèce de plante herbacée de la famille des Renonculacées.
Elle se trouve un peu partout en Amérique du Nord (Canada, États-Unis) et dans le nord de l'Europe.
Elle affectionne les marais saumâtres.
C'est une plante herbacée vivace produisant plusieurs tiges de quelques centimètres à près de 40 centimètres de long. La fleur a cinq à huit pétales jaune pâle, chacun mesurant moins d'un centimètre de long. Le réceptacle saillant au centre de la fleur devient une grappe cylindrique de fruits, dont chacun est un akène.
Synonyme :
- Halerpestes cymbalaria (Pursh) Greene (1900)